# جياكومو ليون
جياكومو ليون (بالإيطالية: Giacomo Leone)‏ هو عداء مراثوني إيطالي، ولد في 10 أبريل 1971 في فرانكافيلا فونتانا في إيطاليا.

## وصلات خارجية
- جياكومو ليون على موقع الاتحاد الدولي لألعاب القوى (الإنجليزية)
- جياكومو ليون على موقع الاتحاد الإيطالي لألعاب القوى (الإيطالية)
- جياكومو ليون على موقع أوليمبيديا (الإنجليزية)